# Veľké Revištia
Veľké Revištia (Hongaars: Felsőrőcse) is een Slowaakse gemeente in de regio Košice, en maakt deel uit van het district Sobrance.
Veľké Revištia telt 538 inwoners.